# Мечеть Гаджи-Джафар
Мечеть Гаджи-Джафар или Мечеть Гаджи-Баба (азерб. Hacı Cəfər məscidi); (азерб. Şəhər Hacı Baba məscidi) — историко-архитектурный памятник, построенный в начале XIX века в городе Губа, Азербайджан.
Памятник включён в список недвижимых памятников истории и культуры государственного значения решением № 132 Кабинета Министров Азербайджанской Республики от 2 августа 2001 года.

## История
Мечеть Гаджи-Джафар была построена в центре города Губа в 1905 году. Расположена на Ардебильской улице. Это самая большая мечеть в городе, её площадь составляет 400 м². Построена местным верующим Гаджи Джафаром.
По словам старейшин города, во время Губинского геноцида армяне собрали в этой мечети стариков, женщин и детей и попытались сжечь их заживо. Этому воспрепятствовал Гаджи-Баба, который в то время был главой мечети. Гаджи-Баба воспитывал и держал в своем доме армянских девочек-сирот, как своих, и рассказал об этом армянам. Он сказал, что мы относимся к вашим дочерям как к собственным детям, но вместо этого вы хотите убить нас. После этого армяне перестали сжигать людей.
После советской оккупации Азербайджана мечеть была закрыта. В годы репрессий она использовалась как амбар, а позже как студенческое общежитие. Купол мечети был разрушен в 1930-х годах и был восстановлен на средства местного населения в 1943 году, а в 1944 году мечеть возобновила деятельность. Мечеть открыта для всех мусульман (шиитов и суннитов).
Известными ахундами мечети являлись: Ахунд Кербалаи Хамдулла (убит вместе с семьёй в 1947 году) и также Мирза Мухаммед Керим и Кербалаи Мирсамедага бывший ахундом до 1980 года. В настоящее время ахундом является Хаджи Миралескер Мирмамедов (азерб. Mirələsgər ağa Mirməmmədov).

### Архитектура
Здание мечети, построенное из жженого кирпича, состоит из 4-х комнат. Мечеть четырехугольная в плане и состоит из главного молитвенного зала и вспомогательных помещений впереди. Главный парадный вход в мечеть находится с северной стороны. Алтарь расположен напротив двери. Посередине главного зала есть две колонны, поддерживающие потолок. Небольшой зал, предназначенный для женщин, расположен на втором этаже. Купол мечети снаружи покрыт белым железом. Честь мечети находится на куполе. Внутри справа есть лестница, по которой можно подняться в холл. Михраб имеет простую конструкцию и изготовлен из древесины грецкого ореха. Древняя резная дверь мечети, сделанная без использования гвоздей, сохранилась до наших дней.